# Mmabatho Ramagoshi
Mmabatho Ramagoshi là một nữ quan chức chính chủ Nam Phi, hiện đang là tổng giám đốc điều hành (CEO) tại Sở Di sản Văn hóa Nam Phi (The South African Heritage Resources Agency) và là tổng thư ký Liên hiệp phụ nữ quốc tế (The International Alliance of Women). Bà cũng là chủ tịch của hội đồng quản trị của Quỹ điện ảnh quốc gia, được bổ nhiệm bởi chính phủ Nam Phi và có vai trò là tổng giám đốc của công ty phát thanh truyền hình Nam Phi (The South African Broadcasting Corporation).